# Isotomodes carioca
Isotomodes carioca är en urinsektsart som beskrevs av ?E. Thibaud och Palacios-Vargas 1999. Isotomodes carioca ingår i släktet Isotomodes och familjen Isotomidae. Inga underarter finns listade i Catalogue of Life.